# Aberdeen F.C. (1881)
Aberdeen F.C. – szkocki klub piłkarski z siedzibą w Aberdeen powstały w 1881. W 1903 w wyniku jego fuzji z dwoma innymi zespołami powstał nowy klub – Aberdeen Football Club.

## Historia
Klub został założony został 8 października 1881 przez trzech nauczycieli z Woodside School, którzy spotkali się w  Albert Hall w Correction Wynd. 11 marca 1882 Aberdeen rozegrało swoje pierwsze spotkanie, w którym przegrało 0:4 z Coupar Angus. Miesiąc później, tym razem na Holburn Cricket Ground w rewanżowym meczu przegrało 1:3. 7 października tego samego roku zespół po raz pierwszy zagrał w Pucharze Szkocji. Przegrał wówczas na oczach czterystu kibiców z Dundee Harp. 24 marca 1888 Aberdeen wygrało 7:1 z Aberdeen Rangers w pierwszym historii finale Aberdeenshire Cup. 1 lutego 1889 Aberdeen przeniosło się na stadion Pittodrie Stadium. 14 kwietnia 1903 Aberdeen dokonało fuzji z zespołami Victoria United i Orion. W rezultacie powstał nowy zespół Aberdeen Football Club.

## Stroje
W latach 1883–1884 Aberdeen grało w ciemnoczerwonych koszulkach oraz granatowych spodenkach i skarpetach. Następnie występowało w koszulce w żółto-czarne poziome pasy, białych spodenkach i czarnych getrach. Od 1888 do 1903 roku mecze rozgrywało w białych koszulkach i, podobnie jak wcześniej, granatowych spodenkach i skarpetach.
| 1883–1884 | 1886–1888 | 1888–1903 |

## Sukcesy
- Aberdeenshire Cup: 1888